# Guy André François
Guy André François (XX secolo – Pétionville, 14 settembre 2006) è stato un militare haitiano.

## Biografia
François fu un colonnello delle Forze Armate di Haiti, il cui apice nella propria carriera militare fu il comando del corpo d'élite Dessalines Battalion.
Si sposò con Marie Alice, da cui ebbe la figlia Sabine Carre.
Nel 1989 era capo dei soldati del Dessalines Battalion e dei Leopard Corps, che si erano ribellati al governo centrale a seguito del periodo di disordine civile dovuto alla fuga dell'ex presidente Jean-Claude Duvalier, ma venne sconfitto dalla Guardia Presidenziale.
Grazie all'aiuto della nunziatura apostolica, il 17 aprile di quell'anno, si rifugiò in Venezuela. 
In occasione di un suo ritorno in patria venne arrestato, condannato e passò due anni in prigione per il suo coinvolgimento in un tentato colpo di Stato ai danni del governo di Jean-Bertrand Aristide.
Il 14 settembre 2006 il corpo di François fu scoperto nella sua vettura a Pétionville, un agiato sobborgo di Port-au-Prince, dove egli viveva.